# Brunehaut
Brunehaut là một đô thị của Bỉ, tọa lạctrong tỉnh Hainaut. Đô thị này bao gồm các đô thị cũ Brunehaut, Bléharies, Guignies, Hollain, Jollain-Merlin, Wez-Velvain, Lesdain, Laplaigne, Rongy và Howardries. Đô thị này có diện tích 46,11 km², dân số thời điểm 31/12/2006 là 7710 người, mật độ dân số là 167 người/km2.